# Abessijnse honingzuiger
De Abessijnse honingzuiger of glanshoningzuiger (Cinnyris habessinicus synoniem: Nectarinia habessinica) is een zangvogel uit de familie van de honingzuigers die voorkomt in Afrika. 

## Kenmerken
De vogel is gemiddeld 13 cm lang en weegt 7 tot 11 g (vrouwtje) en 9,5-11,5 g (mannetje). Het mannetje van de glanshoningzuiger (van de nominaat C. h. habessinicus) heeft een purperkleurig blauwe kruin, de rest van de kop, keel en mantel zijn glanzend groen, met een goudkleurige glans. De vleugels en staart zijn glanzend donkerblauw. Tussen de buik en de borst zit een scharlakenrode vlek die van boven en van onder wordt omgeven door een glanzend, donkerblauw. Het vrouwtje is bleek grijsbruin, van onder lichter dan van boven met een blauwe staart.

## Voorkomen en leefgebied
Er zijn drie ondersoorten:
- C. h. habessinicus (Noordoost-Soedan, Eritrea Noord- en Midden-Ethiopië)
- C. h. alter (Oost-Ethiopië en Noord-Somalië)
- C. h. turkanae (Zuidoost-Soedan, Zuid-Ethiopië, Zuid-Somalië, Noord-Kenia en Noordoost-Oeganda)

Het leefgebied bestaat uit doornig struikgewas met bloesems in droge rivierbeddingen, agrarisch gebied, tuinen en montaan bos tot 1800 m boven de zeespiegel.

## Status
De Abessijnse honingzuiger heeft een groot verspreidingsgebied en daardoor alleen al is de kans op uitsterven gering. De grootte van de populatie is niet gekwantificeerd, deze honingzuiger is echter plaatselijk zeer algemeen. Daarom staat deze honingzuiger als niet bedreigd op de Rode Lijst van de IUCN.